# Que Déu beneeixi els nens
Que Déu beneeixi els nens (títol original: God Bless the Child) és un telefilm estatunidenc dirigit per Andra Hamori, Denis Héroux i Denis Nemec (en coproducció) estrenat l'any 1988. Conta la història d'una mare que fa sacrificis per la seva filla Hillary després d'haver estat abandonada pel seu marit. Ha estat doblada al català. 

## Argument
Theresa Jonhson és una mare soltera que ha estat abandonada pel seu marit després que la seva filla, Hillary, hagi vingut al món. La mare i la seva filla viuen en un pis del centre de la ciutat quan tots els ocupants són informats que seran expulsats. El terreny ha estat venut i el immoble ha de ser demolit. Un dia, Theresa acaba el treball més d'hora perquè vol buscar un lloc on viure amb la seva filla, però l'endemà perd la seva feina per haver marxat abans. Els dos són ara sense abric i busca un racó per allotjar-s'hi. Sovint, dormen en el carrer, ja que no tenen cap lloc on anar. Un dia, Theresa troba un treballador, Calvin Reed (Dorian Harewood), que l'ajuda a trobar un pis mentre que rep ajuda social. La seva nova casa és bruta i infestada de rates. Theresa i Hillary s'instal·len de tota  manera en la nova casa i exploren la vida dels seus nous veïns, els Watkins. Els Watkins són afroamericans pobres que viuen en una casa semblant a Theresa i Hillary. El pare de família (Obba Babatundé) ha abandonat la casa i no paga pensió alimentària pels seus nens. La família rep ajuda financera però no poden permetre's res més que el mínim  mínim, i es moren de gana al final del mes quan la majoria de les famílies no tenen més cupons alimentaris. El fill, Richard Watkins (Mos Def), espera trencar el cercle viciós de la pobresa que pena en la seva família sent la primera persona de la seva família en obtenir el diploma de l'institut. A continuació, la història torna a Theresa que es  expulsada de casa seva  a causa de les rates.

## Repartiment
- Mare Winningham: Theresa Johnson
- Grace Johnston : Hillary Johnson
- L. Scott Caldwell : Althea Watkins
- Obba Babatundé : Raymond Watkins
- Dorian Harewood : Calvin Reed
- Jennifer Leigh Warren : Sharee Watkins
- Davenia McFadden : Kathleen
- Mos Def : Richard Watkins
- Jose Soto : Bobby Gifford
- Shawana Kemp : Tracy Watkins
- Charlayne Woodard : Chandra Watkins
- Akuyoe Graham : Charlesletta
- Nicholas Podbrey : Kenny
- Brenda Denmark : Elizabeth
- Kate Lynch : Carrie